# TVR Vixen
Der TVR Vixen ist ein zweisitziges Sportcoupé, das TVR in Blackpool (England) von 1967 bis 1973 in sechs verschiedenen Versionen herstellte. Der mit britischen Vier- und Sechszylindermotoren ausgestattete Vixen löste den seit 1959 produzierten Grantura ab. Er wurde im Laufe der Jahre weiterentwickelt und ging schrittweise in die M-Serie über, mit der TVR in den 1970er-Jahren erfolgreich war.

## Entstehungsgeschichte

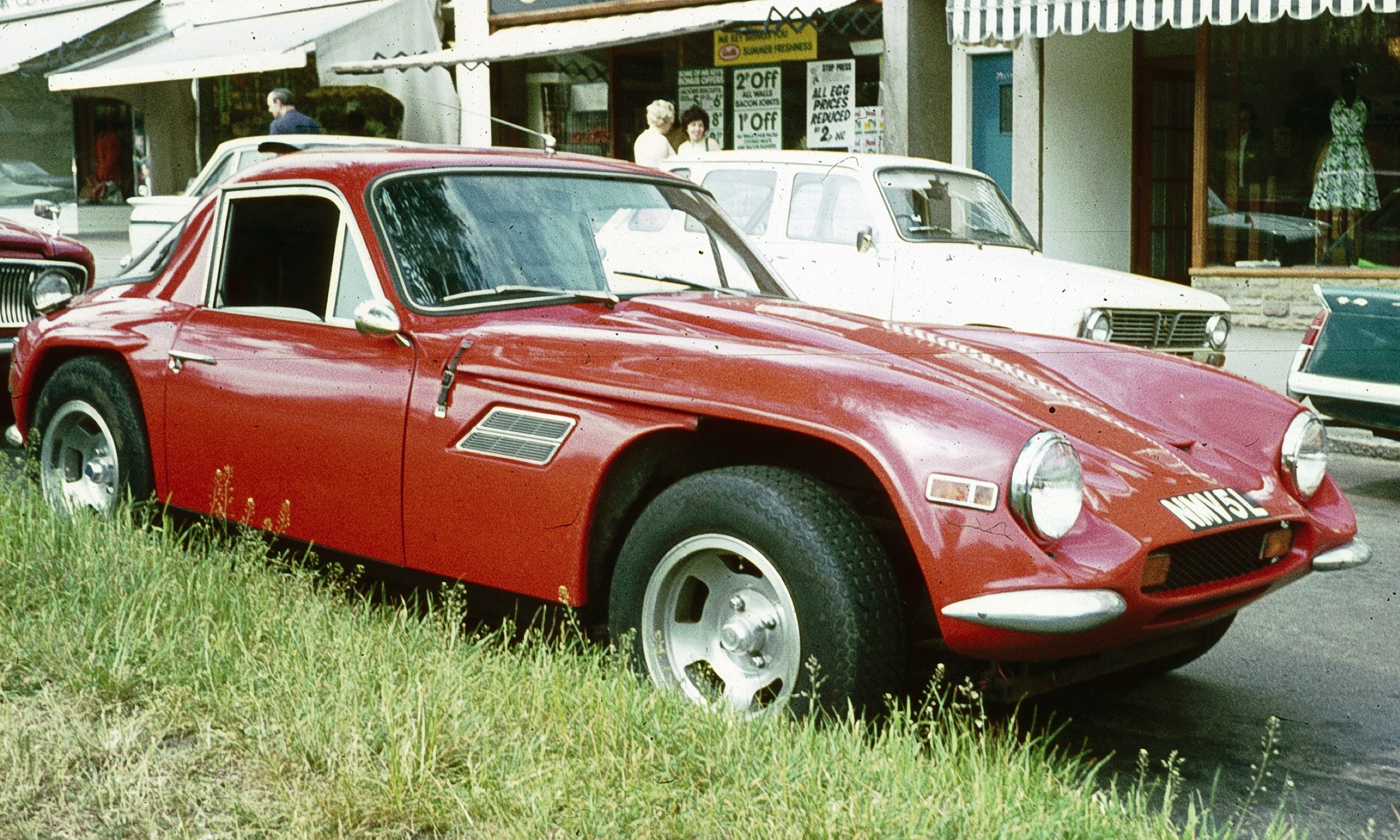
Erstes neues Modell der Martin-Lilley-Ära: TVR Vixen

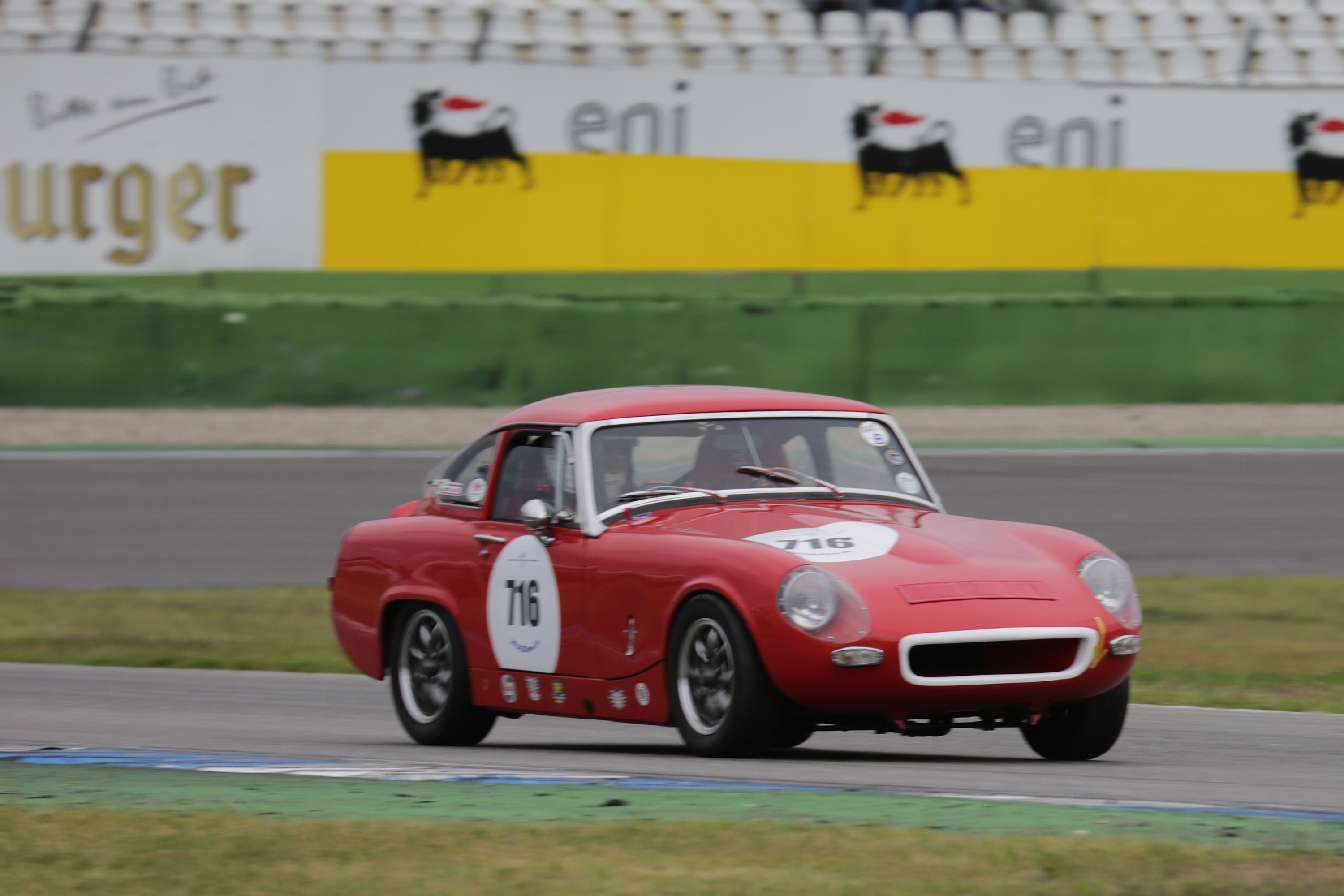
TVR Vixen, Bj. 1970, 1600 cm³, bei den Hockenheim Historic 2021

Von 1959 bis 1965 entstanden in Blackpool zwischen 700 und 800 TVR Grantura Coupés. Sie gehen konzeptionell auf den Sportwagen Jomar zurück, den TVR-Gründer Trevor Wilkinson in den 1950er-Jahren entwickelt hatte. Sie alle hatten einen Gitterrahmen aus Stahlrohren und eine mit ihm verklebte Karosserie aus glasfaserverstärktem Kunststoff. Angetrieben wurden die in Großbritannien wahlweise als Komplettfahrzeug oder als Bausatz erhältlichen Grantura von BMC-, Coventry-Climax- oder Ford-Motoren. Im Laufe der Jahre gab es einige Detailänderungen – unter anderem wurde 1962 ein neuer, etwas längerer Rahmen von John Thurner eingeführt –, die das grundlegende Konzept allerdings nicht berührten. Der Grantura überlebte zudem mehrere Insolvenzen und Übernahmen des herstellenden Unternehmens. Der letzte große Einschnitt war die Insolvenz von Grantura Engineering im September 1965.
Danach übernahm Martin Lilley die Produktionsrechte am Grantura und setzte ab November 1965 die Fertigung durch das neu gegründete Unternehmen TVR Engineering fort. Unter der Leitung Lilleys stabilisierte sich das Unternehmen. Lilley ermöglichte eine effiziente Weiterentwicklung des Autos und erreichte eine wirtschaftliche Konsolidierung. Sein Hauptaugenmerk lag auf einer Verbesserung der Fertigungsqualität, was die Kosten für Reklamationen und Garantiearbeiten sinken ließ. Außerdem senkte Lilley die Einkaufskosten, indem TVR ab 1967 seine Motoren und Antriebskomponenten nicht mehr von BMC, sondern von Ford of Britain bezog. Während TVR die BMC-Komponenten bei örtlichen Händlern kaufen musste, konnten die Ford-Teile direkt beim Werk (über die Ford Industrial Power Division) bezogen werden. Dadurch reduzierten sich die Einkaufspreise.
Auf diese Weise wurde im Januar 1967 aus dem Grantura Mark IV der TVR Vixen S1. Ein Parallelmodell des Vixen war der vor allem für den nordamerikanischen Markt bestimmte Tuscan V8, der von mehr als doppelt so starken amerikanischen Achtzylindermotoren angetrieben wurde. Er trat die Nachfolge der Baureihen Griffith 200/400 an.

## Vixen S1 bis S4

### Vixen S1
Der erste Vixen, der rückwirkend als S1 bezeichnet wird, debütierte im September 1967. Er war ein technisch leicht überarbeiteter Grantura Mark IV, mit dem er äußerlich weitestgehend identisch ist. Mit der neuen Modellbezeichnung (deutsch: Füchsin) wollte TVR den Wagen von den Mängeln absetzen, die vielfach mit dem etablierten Namen Grantura verbunden wurden.
Die Kunststoffkarosserie des Grantura Mark IV wurde fast unverändert übernommen. Der Vixen S1 hat das gleiche Manx-Heck und die runden Ban-The-Bomb-Rückleuchten, die vom Ford Cortina Mark I stammten. Die Motorhaube war in Details neu gestaltet. Dazu gehörte ein neu geformter Lufteinlass.
Das Fahrwerk des Vixen entsprach unverändert dem des Grantura Mark IV.
Die ersten zwölf Exemplare des Vixen hatten noch den bereits im Grantura Mark IV verwendeten 1,8 Liter großen Vierzylindermotor aus dem MGB (BMC B-Series), der 98 bhp leistete. Sie waren Übergangsmodelle, die dazu dienten, die Lagerbestände zu räumen.
Danach stellte TVR auf Antriebstechnik von Ford of Britain um. Zum Einsatz kam eine Variante des sogenannten Kent-Motors, dessen Hubraum 1599 cm³ betrug. Sie war mit einem Viergangschaltgetriebe von Ford gekoppelt. Die von TVR verwendete Motorversion war seit Juli 1967 auf dem Markt. Sie hatte einen Querstromzylinderkopf (Crossflow) und wurde bei Ford vor allem in der Limousine Cortina Mark II GT eingesetzt. Die Gemischaufbereitung erfolgte über einen Fallstrom-Doppelvergaser von Weber. Die Motorleistung wurde mit 88 bhp angegeben. Damit war der TVR Vixen nominell 10 bhp schwächer als der Grantura Mark IV mit MGB-Motor. Anderseits war Fords Motor-Getriebe-Einheit leichter als die BMC-Komponenten, sodass das Gesamtgewicht des Vixen mit 737 kg insgesamt 75 kg unter dem des Grantura Mark IV lag. Die Reduzierung des Gewichts machte die geringere Motorleistung des Vixen in der Praxis weitgehend wett. Die Höchstgeschwindigkeit des Vixen liegt mit 175 km/h nur 2 km/h unter der des Grantura Mark IV, und für die Beschleunigung von 0 auf 96 km/h brauchte der Vixen nur 0,5 Sekunden mehr als der Grantura Mark IV.
Der Vixen wurde 1968 als Komplettfahrzeug zu einem Preis von 1387 £ verkauft. Er war damit 150 £ teurer als ein im Werk zusammengebauter Grantura Mark IV. Da TVR andererseits die Ford-Komponenten günstiger einkaufen konnte als die bisherigen BMC-Teile, erhöhte sich die Verdienstspanne für das Unternehmen. Bis Oktober 1968 entstanden 117 Exemplare des Vixen S1, 12 davon mit MGB-Motor und 105 mit Ford-Motor.

### Vixen S2
Die zweite Serie des Vixen erschien im Oktober 1968.
Die wesentlichste Neuerung war das Chassis, das im Vergleich zum S1 um 11,5 cm (4,5 Zoll) länger war. Dieses Chassis war einige Monate zuvor bereits beim Tuscan V8 LWB (Long Wheelbase) eingeführt worden. Einige Quellen gehen davon aus, dass es ursprünglich für den Sportwagen TVR Trident konzipiert worden war, der ab 1967 von Trident Cars mit Austin-Healey-Technik als Clipper verkauft wurde. In der Folge wuchs der Radstand des S2 von 2137 mm auf 2250 mm. Das Längenwachstum kam dem Innenraum des Coupés zugute. Zugleich bekam das Auto längere Türen, sodass der bislang oft kritisierte schwierige Zugang etwas erleichtert wurde. Neu war auch die Verbindung von Chassis und Karosserie: Während bei allen vorherigen TVR-Modellen die Kunststoffkarosserie mit dem Chassis verklebt war, wurde der Aufbau nun an acht Stellen mit dem Chassis verschraubt. Dadurch verbesserten sich die Reparaturmöglichkeiten. Äußerlich unterschied sich der S2 vom S1 durch eine neue gestaltete Heckpartie. Anstelle der runden Ban-The-Bomb-Heckleuchten wurden nun die rechteckigen, in die Wagenflanken hineinragenden Einheiten des Cortina Mark 2 verwendet. TVR baute sie seitenverkehrt und um 180 Grad gedreht ein. Ab April 1969 gehörten servounterstützte Bremsen zur Serienausstattung.
Die Antriebstechnik blieb unverändert. Weiterhin wurde der Vixen S2 von dem Ford-Kent-Motor des Cortina II angetrieben, dessen Leistung 88 bhp (65 kW) bei 5400 min−1 betrug. Die Höchstgeschwindigkeit stieg auf durch eine längere Hinterachsübersetzung auf 175 km/h, der Verbrauch sank auf 10,7 l / 100 km.
Der Vixen S2 blieb bis zum Spätsommer 1970 im Programm. In dieser Zeit entstanden 438 Fahrzeuge.

### Vixen S3
Die dritte Serie des Vixen erschien im Herbst 1970 und wurde bis April 1972 gefertigt. Er war der erste Vixen, der in den neuen Werksanlagen in der Bristol Avenue in Blackpool gebaut wurde.
Äußerlich gab es nur wenige Änderungen. Der Rahmen des S3 stimmt mit dem des S2 überein. Der S3 war der letzte Vixen, der auf dem von John Thurner konstruierten Rohrrahmen basierte, der 1962 mit dem Grantura Mark III debütiert hatte. Die Kunststoffkarosserie des S3 ist ebenfalls weitgehend mit der des S2 identisch. Neu waren größere seitliche Entlüftungsöffnungen in den vorderen Kotflügeln, deren Verkleidung vom Ford Zodiac Mark IV stammt; dort war sie an der C-Säule installiert. Eine Überarbeitung gab es an der Hinterradaufhängung. Anstelle der doppelten Stoßdämpfer, die bei den Serien 1 und 2 eingebaut worden waren, hatte der Vixen S3 einen einzelnen Stoßdämpfer. Keine Änderungen ergaben sich beim Antrieb. Weiterhin war der britische Ford-Kent-Motor mit 1599 cm³ die einzige Motorisierung. Dieser Motor war werksseitig bei Ford nicht mehr in der Limousine Cortina, sondern nur noch im Capri 1600 GT erhältlich. Seine Leistung betrug nun 86 bhp.
In dieser Zeit lag der Schwerpunkt des Unternehmens auf dem Vixen 2500. TVR fertigte vom S3 in zwei Jahren nur 165 Fahrzeuge, ausnahmslos in Bausatzform. In der gleichen Zeit entstanden mehr als doppelt so viele Exemplare des Vixen 2500 (385 Fahrzeuge). Der Kaufpreis für einen Vixen-S3-Bausatz belief sich 1971 auf 1.310 £.

### Vixen S4
Die vierte und letzte Serie des Vixen erschien im Frühjahr 1972. Sie war ein Lückenfüller, das den Übergang von der Vixen-Familie zur M-Serie begleitete. 1972 war das von Mike Bigland konstruierte neue Chassis, das Grundlage der M-Familie werden sollte, einsatzbereit und ging in die Serienproduktion. Da zu dieser Zeit noch nicht alle Karosserien der Vixen-Reihe abverkauft waren, erhielten die ersten Fahrgestelle der M-Serie noch die Aufbauten des Vixen. Diese Mischversionen wurden als Vixen S4 bezeichnet. Ähnlich verfuhr TVR beim größeren Vixen 2500: Auch hier wurden die 1972 gebauten Fahrzeuge – insgesamt 96 Stück – bereits mit dem M-Serie-Chassis ausgestattet. Abgesehen vom neuen Chassis war der Vixen S4 äußerlich und technisch identisch mit dem bisherigen S3. Insgesamt entstanden 23 Vixen S4. Es dauerte bis zum Frühjahr 1973, bis diese Fahrzeuge abverkauft waren. Nachfolger wurde der TVR 1600M.

## Besondere Vixen-Modelle
1970 und 1971 führte TVR besondere Vixen-Modelle ein, die die Reihe der regulären Vixen S1 bis S4 nach unten sowie nach oben ergänzte. Als Basismodell wurde der Vixen 1300 eingeführt; bereits ein Jahr zuvor war der Vixen 2500 erschienen, der einen stärkeren Motor als die regulären Modelle hatte. Anders als die Vixen S1 bis S4 hatten sie keine Ford-Technik, sondern verwendeten Motoren und Getriebe von Triumph.

### Vixen 2500

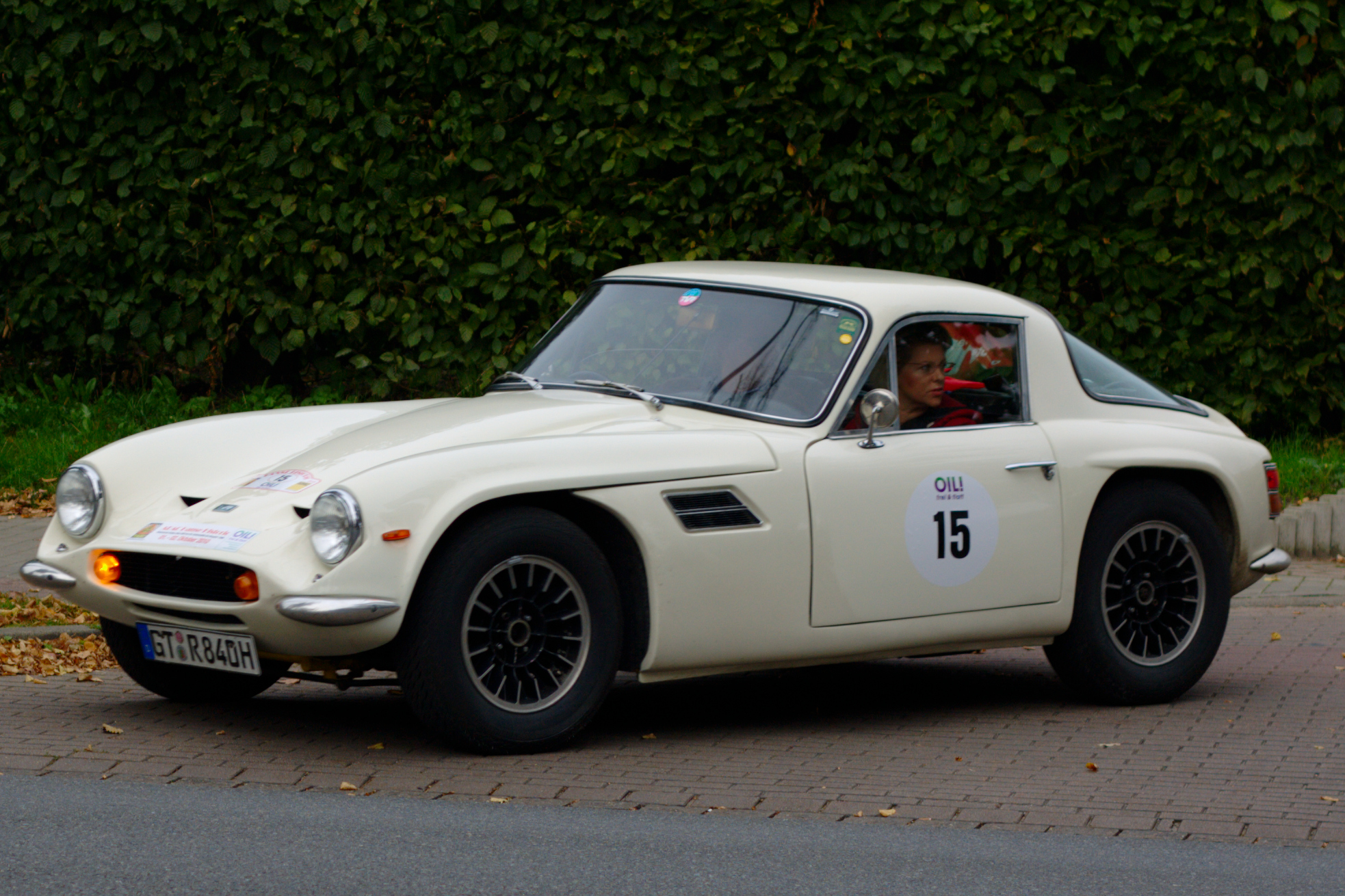
Anlass für die Entwicklung des Vixen 2500: Der TVR Tuscan V6

Der Vixen 2500 ist ein von 1970 bis 1972 produziertes Sondermodell innerhalb der Vixen-Familie. Er kombiniert das Vixen-Fahrgestell mit einem Sechszylindermotor von British Leyland. Der Vixen 2500 wurde als Ergänzung zum Tuscan V6 entwickelt. Der Tuscan V6 war mit seinem 3,0 Liter großen Ford-Essex-Sechszylinder-V-Motor zwischen dem regulären Vixen S3 und dem bis zu 271 bhp starken Tuscan V8 positioniert. Mit 101 verkauften Exemplaren war der Tuscan V6 zwar in Großbritannien erfolgreich; er konnte aber nicht in die USA exportiert werden, weil sein Essex-Motor die amerikanischen Abgasbestimmungen nicht erfüllte.
Speziell für den nordamerikanischen Markt baute TVR daraufhin eine als Vixen 2500 bezeichnete Version mit dem 2498 cm³ großen Reihensechszylinder des Triumph TR6. Allerdings kam hier nicht die 150 bhp starke Einspritzversion zum Einsatz, die ebenfalls die amerikanischen Abgasbestimmungen nicht einhielt; stattdessen verwendete TVR eine Variante mit zwei Strombergvergasern, die bereits im Triumph TR250 und in der US-Version des TR6 eingesetzt wurde. Sie leistete nur 106 bhp und war damit um ein Drittel schwächer als die Einspritzversion. Der Leistungszuwachs im Vergleich zum Vixen S3 mit dem 1,6 Liter großen Ford-Vierzylindermotor liegt nur etwa 18 bhp. Der Tuscan V6 mit dem Ford-Essex-Motor war mit 136 bhp dagegen deutlich stärker. Viele amerikanische Kunden rüsteten den Motor des Vixen 2500 privat auf die Einspritzversion zurück. Die Höchstgeschwindigkeit des Vixen 2500 lag je nach Quelle bei 179 oder 190 km/h. Der Vixen 2500 übernahm die Karosserie des Vixen S3 bzw. des Tuscan V6. Er nutzte zunächst das Chassis des Vixen S3. Ab 1972 baute er dagegen auf dem neu entwickelten Rahmen der M-Serie auf, behielt aber die Vixen-Karosserie bei.
Von 1970 bis 1972 entstanden insgesamt etwa 385 Exemplare des Autos, die letzten 96 davon mit dem Chassis der M-Serie. Der ganz überwiegende Teil ging in den Export; einige Autos wurden allerdings auch in Großbritannien unter der Bezeichnung TVR 2500 (ohne Zusatz Vixen) verkauft. Sein Nachfolger war der TVR 2500M.

### Vixen 1300
Von August 1971 bis Dezember 1972 gab es außerdem den Vixen 1300 (oft alternativ als TVR 1300 bezeichnet), der mit dem kleineren Vierzylinder-Reihenmotor des Triumph Spitfire Mk. IV ausgestattet war. Diese Maschine hatte einen Hubraum von 1296 cm³, war mit zwei SU-Vergasern ausgestattet und leistete 63 bhp. Die Höchstgeschwindigkeit gab das Werk, „abhängig von den konkreten Bedingungen“, mit 160 km/h an, andere Quellen gehen von nur 145 km/h aus. Der Vixen 1300 war ein Misserfolg. In eineinhalb Jahren entstanden nur 15 Exemplare. Neun Fahrzeuge nutzten das Fahrgestell des Vixen S3, fünf weitere hingegen bereits das Chassis der M-Serie. In diesen Fällen entsprach die Karosserie dem Vixen S3. Das letzte Exemplar hatte schließlich den Spitfire-Motor sowie das Chassis und die Karosserie der M-Serie. Diese Variante blieb ein Einzelstück. Besonderes Merkmal aller Vixen 1300 war die Positionierung des Reserverads vorn vor dem Motor. Damit nahm der Vixen 1300 ein Konstruktionselement der M-Serie vorweg.